# Nova (альбом Ирины Билык)
Nova (переиздавался также под названием «Нова»; с укр. — «Новая») — третий студийный альбом украинской певицы Ирины Билык, выпущенный в 1995 году на лейбле NAC.

## Об альбоме
На данном альбоме певица резко сменила имидж и начала экспериментировать с танцевальной музыкой. На альбоме представлены как новые песни, так и ремиксы песен из прошлых альбомов.
В том же году Билык отправилась в своё первое всеукраинское масштабное турне, оно стало первым не только для самой певицы, но и первым в истории украинской поп-музыки вообще. В рамках тура исполнительница дала своё первое сольное шоу во дворце «Украина» в Киеве, которое прошло при полном аншлаге.
Альбом имел большой успех и выдержал несколько переизданий, включая переиздание в 2008 году, приуроченное к двадцатилетию творческой деятельности артистки, и в 2021 году на виниловой пластинке.

## Отзывы критиков
Рецензент портала UMKA заявил, что после песни «Ти мій» в Украине практически не осталось людей, которые бы не знали Ирину Билык.

## Список композиций
| №                   | Название                   | Текст песни         | Музыка              | Длительность |
| ------------------- | -------------------------- | ------------------- | ------------------- | ------------ |
| 1.                  | «Нова» (Dance Remix)       | Ирина Билык         | Ирина Билык         | 4:16         |
| 2.                  | «Ніч як ніч»               | Ирина Билык         | Ирина Билык         | 4:35         |
| 3.                  | «Дорога в нікуди»          | Ирина Билык         | Ирина Билык         | 4:58         |
| 4.                  | «Парами»                   | Ирина Билык         | Ирина Билык         | 4:06         |
| 5.                  | «Після кохання» (Remix)    | Ирина Билык         | Ирина Билык         | 4:36         |
| 6.                  | «Божевільна» (Dance Remix) | Ирина Билык         | Ирина Билык         | 4:28         |
| 7.                  | «Ти мій»                   | Ирина Билык         | Ирина Билык         | 3:56         |
| 8.                  | «Я розкажу»                | Константин Гнатенко | Ирина Билык         | 4:25         |
| 9.                  | «Хочу»                     | Ирина Билык         | Ирина Билык         | 4:51         |
| 10.                 | «Годі вже» (Remix)         | Фёдор Млинченко     | Ирина Билык         | 3:53         |
| 11.                 | «Після кохання» (Dubmix)   | Ирина Билык         | Ирина Билык         | 4:36         |
| Общая длительность: | Общая длительность:        | Общая длительность: | Общая длительность: | 48:40        |

| №   | Название             | Текст песни | Музыка      | Длительность |
| --- | -------------------- | ----------- | ----------- | ------------ |
| 12. | «Ти мій» (Акустична) | Ирина Билык | Ирина Билык | 4:40         |

## Участники записи
- Ирина Билык — вокал, продюсер
- Жан Болотов — клавишные, программирование (1-9, 11), аранжировка (1-9, 11), сопродюсер
- Николай Павлов — аранжировка (10)
- Олег Барабаш — звукорежиссёр (1-9, 11)
- Владимир Лещенко — звукорежиссёр (10)
- Георгий Учайкин — гитары (7, 8, 10)
- Алиса Маликова — саксофон (10)
- Юрий Никитин — продюсер
- Олег Кабцев — перкуссия (8)